# OHVIRA
A síndrome de Herlyn–Werner–Wunderlich (SHWW), também conhecida como OHVIRA (hemivagina obstruída e anomalia renal ipsilateral) é uma síndrome extremamente rara caracterizada por uma defectividade congênita dos órgãos abdominais inferiores e pélvicos. É um tipo de anormalidade dos ductos müllerianos.
Na maioria dos casos, a OHVIRA se apresenta como útero duplo com hemivagina unilateral obstruída (ou cega) e agenesia renal ipsilateral (ou anomalias renais). Também pode afetar a uretra, o esfíncter uretral, os ureteres, a bexiga e o baço.
Embora a incidência real seja desconhecida, foi relatada entre 0,1% e 3%.

## Sintomas
Embora não haja sintomas específicos para essa condição, queixas comuns incluem dor pélvica progressivamente crescente durante a menstruação e hematocolpos devido ao acúmulo de sangue no corpo. Outros sintomas podem incluir inchaço do abdômen, náuseas e vômitos durante a menstruação e dor pélvica. A fertilidade também pode ser afetada.
A condição geralmente leva a uma maior necessidade de cesáreas devido ao útero menor.

## Diagnóstico
A condição geralmente é diagnosticada por meio de ressonância magnética ou ultrassom. É recomendável consultar um ginecologista.

## Tratamento
Os sintomas podem ser aliviados com medicamentos e cirurgia. Na maioria dos casos, a hemivagina cega é aberta e o fluido drenado. Em adolescentes, em particular, a incisão vaginoscópica do septo vaginal oblíquo é uma opção viável.
Gestações em alguém com OHVIRA são categorizadas como de alto risco devido ao tamanho e formato do útero e do colo do útero, bem como à função renal reduzida. Além disso, alguém com OHVIRA não diagnosticada pode apresentar sangramento genital durante a gravidez e necessitar de hospitalização. As gestantes geralmente são tratadas com suturas cervicais e cesáreas para evitar sofrimento fetal durante o trabalho de parto.